# Moeraszeggeboorder
De moeraszeggeboorder (Sedina buettneri) is een nachtvlinder uit de familie van de uilen, de Noctuidae.

## Beschrijving
De voorvleugellengte bedraagt tussen de 12 en 14 millimeter. De grondkleur van de voorvleugels is geelbruin. De tekening bestaat uit donkere spikkels, die langs de hoofdader meestal een veeg vormen. De achtervleugels zijn donkerbruin met lichte strepen. De soort onderscheidt zich van gelijkende soorten als de herfstrietboorder door de spits gepunte voorvleugel en de late vliegtijd.

## Waardplanten
De moeraszeggeboorder gebruikt moeraszegge (Carex acutiformis) en liesgras (Glyceria maxima) als waardplanten. De rups is te vinden van april tot augustus. De soort overwintert als ei.

## Voorkomen
De soort komt verspreid over een deel van het Palearctisch gebied voor, binnen Europa vooral in Centraal-Europa.

### In Nederland en België
De moeraszeggeboorder is in Nederland en België een zeer zeldzame soort. De vlinder kent één jaarlijkse generatie die vliegt in september en oktober.